# Gauliga Pommern 1944/45
De Gauliga Pommern 1944/45 was het twaalfde en laatste voetbalkampioenschap van de Gauliga Pommern. Vanwege de Tweede Wereldoorlog, die bijna op zijn einde liep, werd de competitie in meerdere groepen onderverdeeld, echter werd de competitie reeds in september 1944 afgebroken nadat het Rode Leger het gebied binnen drong. Na de oorlog werd Pommeren Pools en verdwenen alle clubs, enkel Voor-Pommeren bleef Duits, al verdwenen de meeste clubs uit Oost-Duitsland ook ten tijde van het communistische regime. 

## Eindstand

### Groep Oost

#### Groep Köslin
| Plaats | Club                | Wed. | W | G | V | Saldo | Ptn.  |
| ------ | ------------------- | ---- | - | - | - | ----- | ----- |
| 1.     | SV Viktoria Kolberg | 2    | 2 | 0 | 0 | 17:01 | 04:00 |
| 2.     | LSV Kolberg         | 1    | 1 | 0 | 0 | 10    | 02:00 |
| 3.     | LSV Kamp            | 2    | 1 | 0 | 1 | 04:11 | 02:02 |
| 4.     | LSV Deep            | 0    | 0 | 0 | 0 | 00    | 00:00 |
| 5.     | Kösliner SV Phönix  | 1    | 0 | 0 | 1 | 00:10 | 00:02 |
| 6.     | SV Preußen Köslin   | 2    | 0 | 0 | 2 | 02:11 | 00:04 |

#### Groep Schneidemühl
Onderstaande clubs schreven zich in, uitslagen zijn niet meer bekend. 
- FC Viktoria Schneidemühl
- SV Deutsch Krone
- SV Hertha Schneidemühl
- HSV Schneidemühl
- HSV Groß Born (teruggetrokken)

#### Groep Stolp
| Plaats | Club                   | Wed. | W | G | V | Saldo | Ptn.  |
| ------ | ---------------------- | ---- | - | - | - | ----- | ----- |
| 1.     | SV Viktoria Stolp      | 1    | 1 | 0 | 0 | 03:01 | 02:00 |
| 2.     | SV Germania Stolp      | 0    | 0 | 0 | 0 | 00    | 00:00 |
| 3.     | LSV Stolpmünde         | 0    | 0 | 0 | 0 | 00    | 00:00 |
| 4.     | FC Pfeil Lauenburg     | 0    | 0 | 0 | 0 | 00    | 00:00 |
| 5.     | HSV Rügenwalde         | 0    | 0 | 0 | 0 | 00    | 00:00 |
| 6.     | SV Stern-Fortuna Stolp | 1    | 0 | 0 | 1 | 01:03 | 00:02 |

### Groep West

#### Groep Greifswald
Groep Oost
| Plaats | Club                | Wed. | W | G | V | Saldo | Ptn.  |
| ------ | ------------------- | ---- | - | - | - | ----- | ----- |
| 1.     | LSV Dievenow        | 1    | 1 | 0 | 0 | 01    | 02:00 |
| 2.     | TSV 1861 Swinemünde | 0    | 0 | 0 | 0 | 00    | 00:00 |
| 3.     | LSV Garz/Swinemünde | 0    | 0 | 0 | 0 | 00    | 00:00 |
| 4.     | TSV Ahlbeck         | 1    | 0 | 0 | 1 | 00:01 | 00:02 |

Groep West
- LSV Greifswald
- SV Karlshagen 1938
- ASG Anklam
- LSV Anklam
- KSG Greifswald

#### Groep Stettin
LSV Stettin trok zich terug na vier wedstrijden, waarvan er drie gewonnen werden en één gelijk gespeeld, de uitslagen werden geschrapt. 
| Plaats | Club                                  | Wed. | W | G | V | Saldo | Ptn.  |
| ------ | ------------------------------------- | ---- | - | - | - | ----- | ----- |
| 1.     | WKG Kriegsmarine U-Stützpunkt Stettin | 7    | 4 | 2 | 1 | 22:12 | 10:04 |
| 2.     | TSV 1894 Stettin                      | 7    | 4 | 0 | 3 | 16:17 | 08:06 |
| 3.     | SV Preußen-Borussia Stettin           | 5    | 3 | 0 | 2 | 13:11 | 06:04 |
| 4.     | KSG VfL/RSG Stettin                   | 7    | 3 | 0 | 4 | 20:19 | 06:08 |
| 5.     | Stettiner SC                          | 9    | 2 | 2 | 5 | 13:21 | 06:12 |
| 6.     | VfL Pölitz                            | 3    | 1 | 0 | 2 | 03:07 | 02:04 |
| 7.     | LSV Stettin                           | 0    | 0 | 0 | 0 | 00    | 00:00 |

#### Groep Stralsund
- LSV Pütnitz
- LSV Tutow
- TSV 1860 Stralsund
- WKG Marine-Flakschule Grimmen
- WKG KAS Saßnitz
- LSV Bug